# Самора Машел
Самора Мойзеш Машел (порт. Samora Moisés Machel; 29 вересня 1933 — 19 жовтня 1986) — політичний діяч Мозамбіку, перший президент цієї незалежної держави (25 червня 1975 — 19 жовтня 1986), маршал. 
Загинув в авіакатастрофі.